# St. Johannes der Täufer (Taufkirchen)

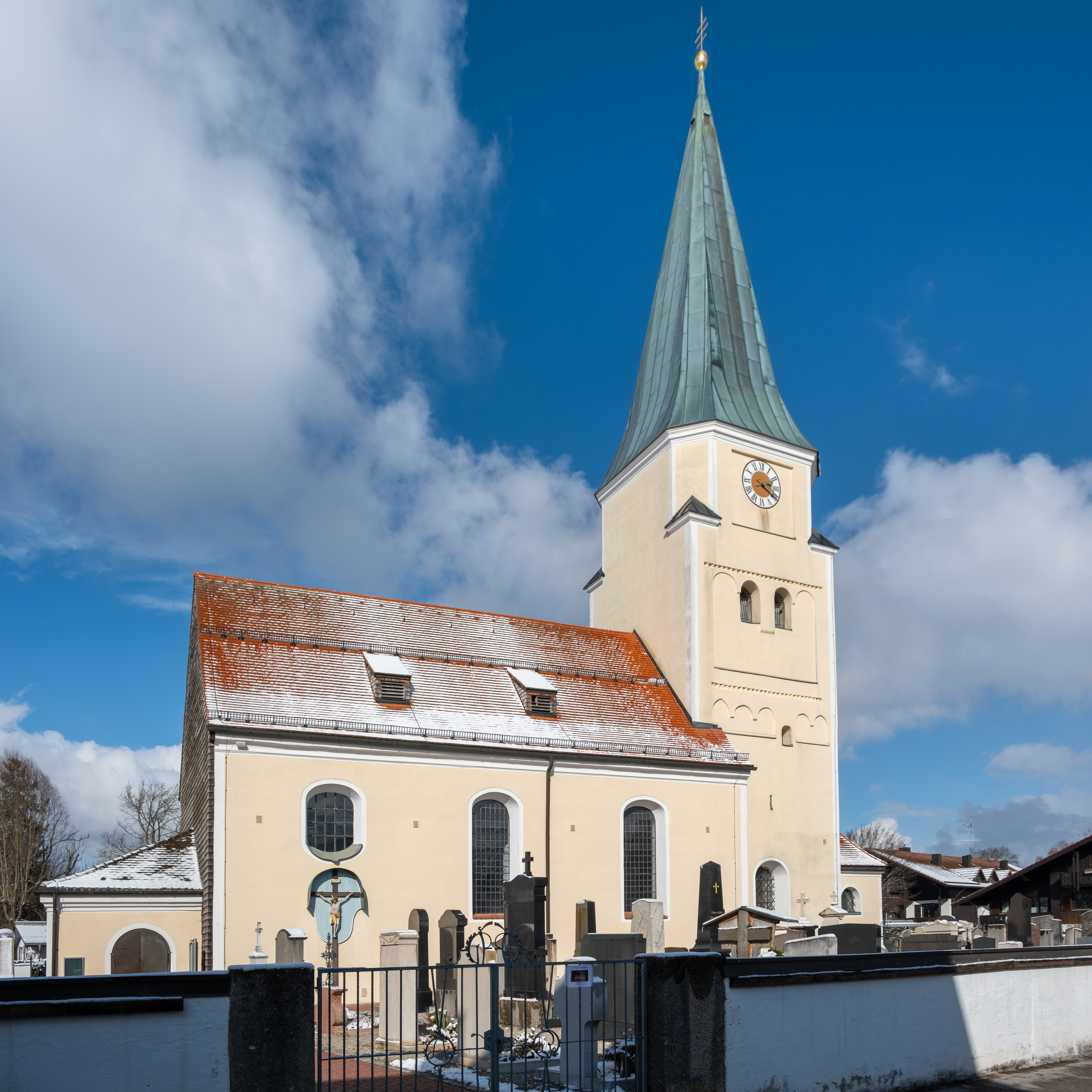
Taufkirchen, St. Johannes der Täufer, Außenansicht

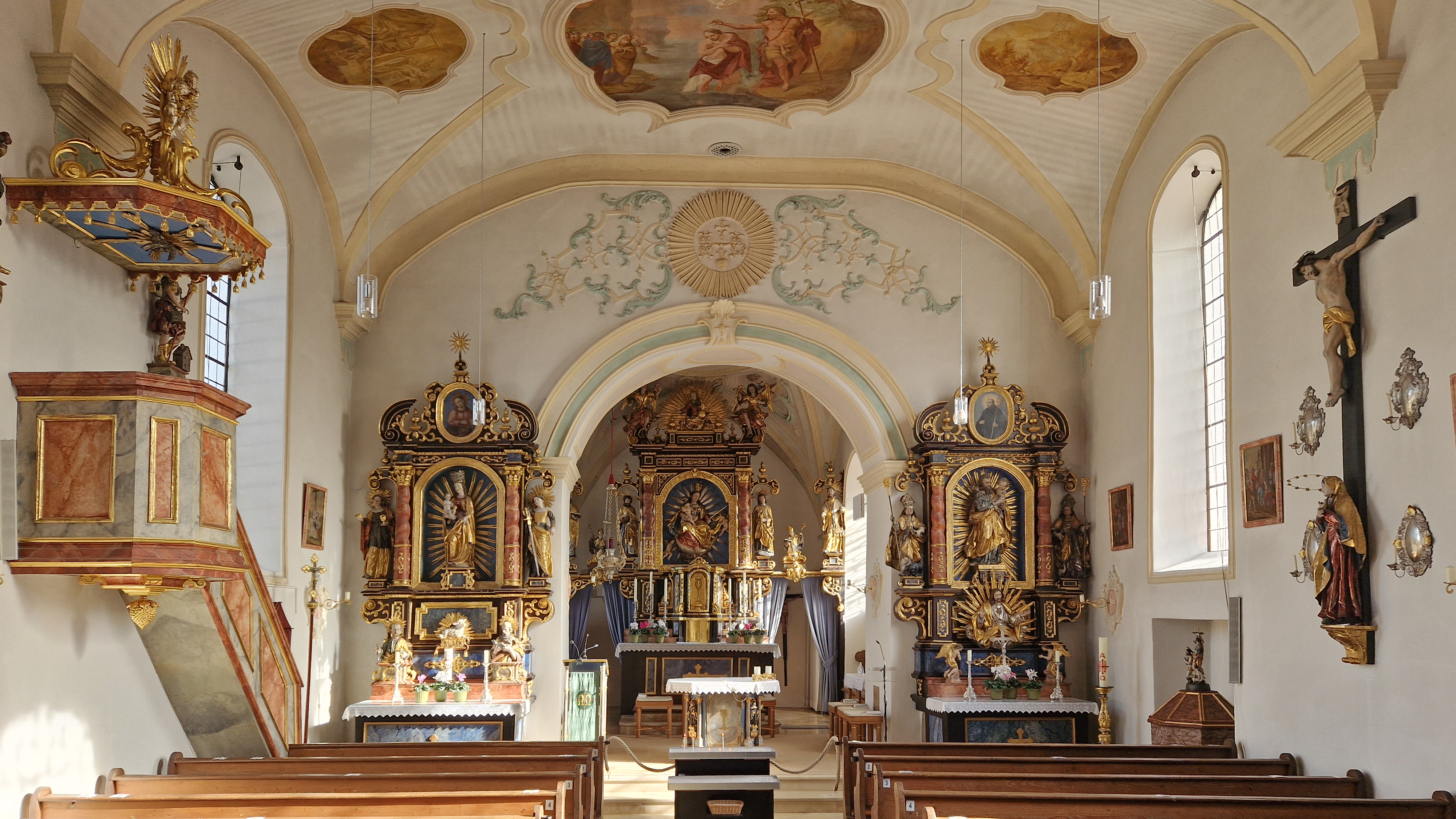
Blick zum Altar

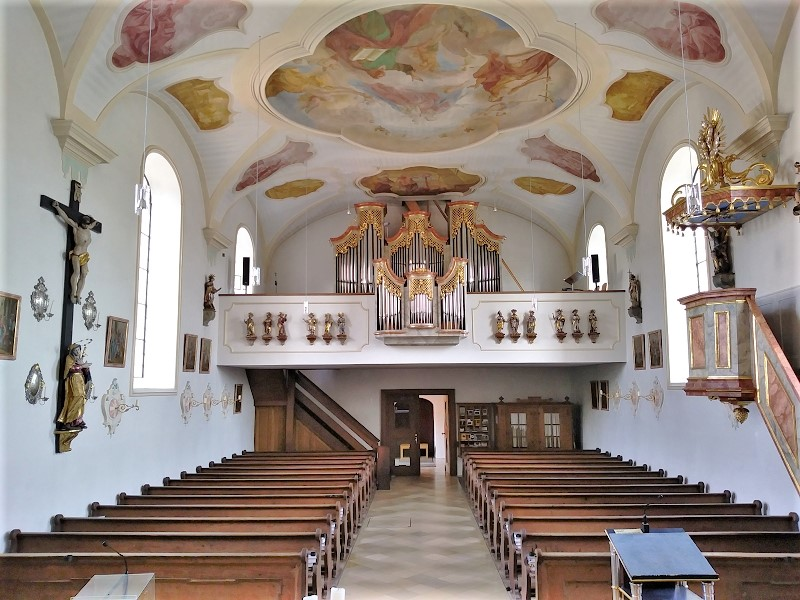
Blick zur Orgel

Die Kirche St. Johannes der Täufer ist eine römisch-katholische Pfarrkirche des Erzbistums München-Freising in Taufkirchen bei München. Sie trägt das Patrozinium Johannes der Täufer.

## Geschichte
St. Johannes der Täufer ist eine sehr alte Pfarrei, deren früheste gesicherte Erwähnung um das Jahr 1150 datiert werden konnte. Aus dieser Zeit stammt zu großen Teilen das heutige Kirchengebäude, so der untere Teil des Kirchturmes und das Kirchenschiff. Diese romanische Kirche wurde etwa um 1500 gotisiert und mit einer entsprechenden Ausstattung versehen.
Im Jahr 1738 wurde der Innenraum der Kirche, wie vielerorts in Oberbayern, barockisiert und bekam sein heutiges Aussehen. Das gotische Rippengewölbe wurde gegen eine mit Stuck und Fresken reich verzierte Kirchendecke ersetzt. Die Fenster wurden vergrößert, um den Raum mit Licht zu fluten. Gleichzeitig wurde der Kirchturm massiv erhöht.
Im Jahr 1970 wurde im neu erschlossenen Wohngebiet Am Wald die Pfarrvikarie St. Georg gegründet, die mit der Erhebung zur eigenen Pfarrei St. Georg im Jahr 1975 ausgepfarrt wurde.
Zum 1. Januar 2013 wurde der Pfarrverband Taufkirchen bei München errichtet, der die beiden Taufkirchner Pfarreien St. Johannes der Täufer und St. Georg umfasst.

## Baubeschreibung
Bei der Pfarrkirche St. Johannes der Täufer handelt es sich um eine sogenannte Chorturmkirche, da sich der massive Kirchturm mit Spitzhelm über dem Chorraum erhebt. Nach Osten ist der Kirche eine kleine Sakristei vorgelagert sowie im Westen ein Vorraum, über den die Kirche betreten wird.
Der einschiffige Kirchenraum wird von einer weiten barocken Decke überspannt und schließt nach Osten mit einem kleinen Chorraum ab. Im Westen befindet sich eine Orgelempore. Zu den bedeutenden Ausstattungsstücken der Kirche gehören unter anderem die drei Hochaltäre sowie die Kanzel.

## Orgel

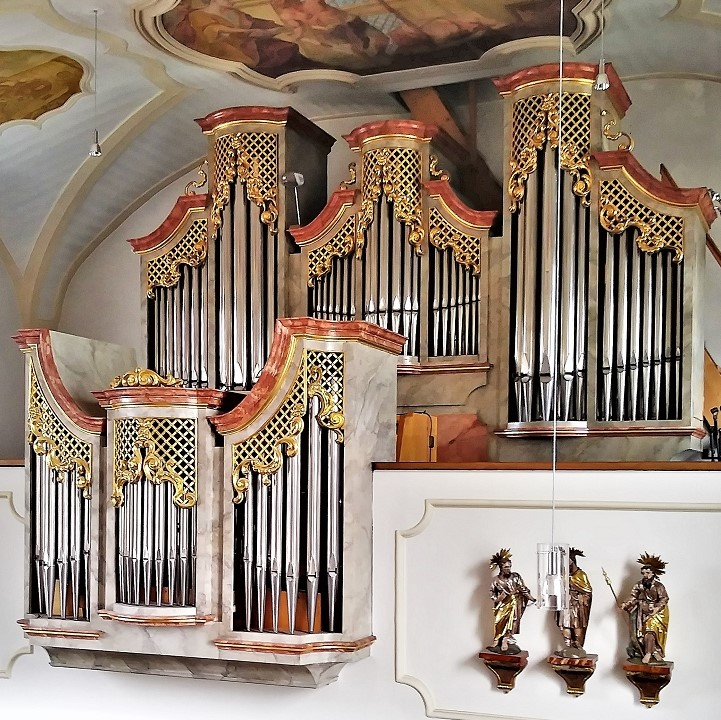
Eisenbarth-Orgel

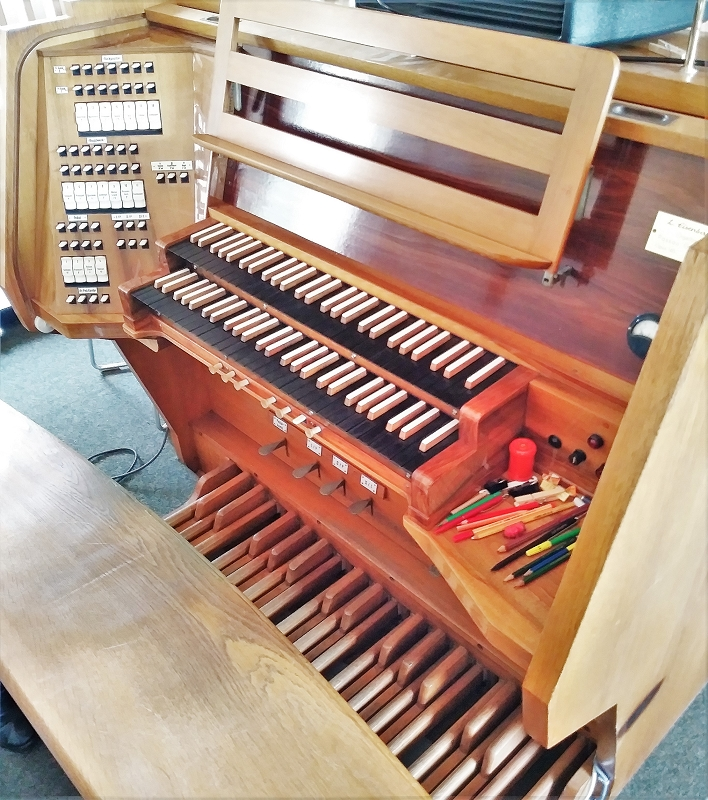
Spieltisch

Die heutige Orgel wurde im Jahr 1971 durch die Passauer Firma Eisenbarth errichtet und besitzt 16 Register auf zwei Manualen und Pedal. Die Spieltraktur ist mechanisch, die Registertraktur elektrisch. Zu einem späteren Zeitpunkt wurden zwei Register im Rückpositiv ausgetauscht bzw. umgearbeitet. Die Disposition ist wie folgt:
| I Hauptwerk C–g3 |           |       |
| 1.               | Gedackt   | 8′    |
| 2.               | Prinzipal | 4′    |
| 3.               | Quintade  | 4′    |
| 4.               | Schwegel  | 2′    |
| 5.               | Mixtur IV | 1 ⁄3′ |
| 6.               | Krummhorn | 8′    |
|                  | Tremulant |       |

| II Rückpositiv C–g3 |               |        |
| 7.                  | Rohrflöte     | 8′     |
| 8.                  | Nachthorn     | 4′     |
| 9.                  | Quinte        | 2 ⁄3′  |
| 10.                 | Prinzipal     | 2′     |
| 11.                 | Terz          | 1 3⁄5′ |
| 12.                 | Cimbel II–III | 1⁄2′   |
|                     | Tremulant     |        |

| Pedal C–f1 |           |         |
| 13.        | Subbass   | 16′     |
| 14.        | Prästant  | 8′      |
| 15.        | Dolkan II | 4′ + 2′ |
| 16.        | Dulcian   | 16′     |

- Koppeln: II/I, I/P, II/P
- Spielhilfen: 2 freie Kombinationen, 1 freie Pedalkombination, Tutti, Zungeneinzelabsteller

Anmerkungen:
1. ↑  Ursprünglich 1 1⁄3′
2. ↑  Ursprünglich Regal 4′